# Dryobotodes intermissa
Dryobotodes intermissa är en fjärilsart som beskrevs av Butler 1886. Dryobotodes intermissa ingår i släktet Dryobotodes och familjen nattflyn. Inga underarter finns listade i Catalogue of Life.